# 曼迪·戴维斯
曼迪·戴维斯（英語：Mandy Davies，1966年9月29日—），英国前女子曲棍球运动员。她曾代表英国国家队参加1996年夏季奥林匹克运动会曲棍球比赛，结果队伍获得第四名。